# 錢時
錢時（1577年—？），字中父，號惺復，浙江紹興府諸暨縣人，明朝政治人物。

## 生平
萬曆三十四年（1606年）丙午科浙江鄉試第十五名舉人，三十五年（1607年）丁未科三甲第十二名進士。授常州府推官，四十一年（1613年）升商河縣知縣，調即墨縣知縣，銓部疏留，復任商河縣知縣，四十四年（1616年）遷南京工部都水司主事，榷蕪湖關，丁母憂歸。服闋，起補北京工部虞衡司主事，升員外郎，天啟二年（1622年）十二月出為四川按察司僉事，升四川布政使司右參議，崇禎元年（1628年）六月升山東按察司副使、兵備曹濮，秩滿告歸。

## 著作
著有《來園集》。

## 家族
曾祖錢紀；祖父錢崘；嗣祖父錢嶠；父錢元旦。嫡母王氏；生母盧氏。慈侍下。弟錢映、錢曦、錢曉。